# Randa

Una randa evidenziata in rosso

La randa è una vela armata sull'albero principale (o sull'unico albero) di un'imbarcazione a vela.
Nei vascelli a vele quadre la randa è la vela inferiore dell'albero di maestra, la vela quadrata più grande di tutto il vascello.
Nelle imbarcazioni a vele auriche, la randa è di forma trapezoidale e mantenuta tesa dal boma, alla base e alla sommità, da un'asta issata sull'albero chiamata picco.
Nell'armatura velica contemporanea (bermudiana), la randa è di forma triangolare, posizionata a poppavia dell'albero di maestra e sostenuta ad esso mediante inferitura o canestrelli inferiti nell'apposita canaletta dell'albero. La base della randa è mantenuta tesa dal boma.
In condizioni di normale navigazione la randa viene usata per risalire il vento in combinazione (quando presente) con il fiocco, vela issata a prua della randa, o con il genoa, un fiocco di maggiori dimensioni che a volte è anche più grande della randa stessa.
Nelle andature portanti si preferisce in genere ammainare il fiocco o il genoa (in particolar modo durante le regate ma molto più raramente in occasione di navigazioni a puro scopo ricreativo) per impiegare la randa in associazione a vele più adatte a tali andature, come lo spinnaker (o il gennaker), tipicamente più grandi, di forma semisferica e in genere di tessuti più leggeri e spesso brillantemente colorate.
La randa di alcune derive e della maggior parte dei cabinati è dotata di una o più borose, i circuiti che permettono di ridurre la superficie velica prendendo le mani di terzaroli. Nei cabinati, in aggiunta ai circuiti delle borose, la randa ha anche i matafioni, delle cimette che permettono, una volta ridotta la randa, di raccogliere la tela inutilizzata in modo che non prenda vento.